# Рухелес, Альфредо
Альфредо Рухелес (исп. Alfredo Rugeles; род. 13 декабря 1949, Вашингтон (округ Колумбия), США) — венесуэльский дирижёр и композитор.
Получил разнообразное музыкальное образование в Венесуэле, некоторое время специализировался в области вокальной педагогики. В 1976—1981 годах совершенствовал профессиональное мастерство в различных школах и мастер-классах в Германии, Италии и Нидерландах, в том числе под руководством Серджиу Челибидаке, Франко Феррара и Мишеля Табачника (дирижирование). Уже в 1979 году был удостоен Национальной премии Венесуэлы в области композиции.
В 1984—1987 годах — художественный руководитель Муниципального симфонического оркестра Каракаса, в 1987—1990 годах — музыкальный руководитель Театра Тересы Карреньо в Каракасе. В 1991—1998 годах разделял с Хосе Антонио Абреу руководство Молодёжным оркестром Венесуэлы имени Симона Боливара. В 1999—2003 годах возглавлял венесуэльскую секцию Международного общества современной музыки. С 1991 года по настоящее время — художественный руководитель Латиноамериканского музыкального фестиваля в Каракасе.
Среди сочинений Рухелеса преобладает камерная и электроакустическая музыка. Среди первых исполнителей его произведений были, в частности, пианист Айвар Михашофф и кларнетист Винченцо Мариоцци.